# Калърпойнт
Калърпойнт (на английски: Colourpoint) е тип оцветяване при котките.
Характерен е основен бял или по-блед тон на топлите участъци на тялото (главно торса) и по-наситен и тъмен цвят на по-студените – главата, крайниците, опашката.
Калърпойнтът е вариант на албинизма, при който има нарушение на пигментацията на кожата. Среща се и при други животни, отглеждани като домашни – добитък и гризачи, напр. зайци.
При котките е често срещан при хималайските, персийските, сиамските котки и други породи. Малките се раждат напълно бели, тъй като са били на топло в утробата на майките си, но обикновено до 2 – 3 дни след раждането меланинът вече не може да се изработва нормално при променената температура на околната среда и крайниците започват да се оцветяват в по-тъмни тонове.
Това явление може частично да бъде преобърнато – напр. при силна треска е възможно да се наблюдава обезцветяване на тъмните участъци.
Освен това наситеността на тъмните участъци също може да варира и да потъмнява още с напредване на възрастта или под влияние на хормоните – така напр. женските имат по-наситена пигментация, след като са родили малки.